# Countdown – Die Jagd beginnt
Countdown – Die Jagd beginnt (kurz Countdown) ist eine deutsche Krimiserie,  die von filmpool produziert und auf dem Privatsender RTL ausgestrahlt wurde. Vorlage für Countdown ist die spanische Krimiserie Cuenta atrás.
Zwischen 2009 und 2011 wurden drei Staffeln mit insgesamt 24 Episoden produziert, bevor sie aufgrund von rückläufigen Einschaltquoten eingestellt wurde.

## Inhalt
Die Serie handelt von einer Spezialeinheit des LKA. Das Format ist als Krimi angelegt, bei dem der Zuschauer den Ermittlern meist einen Schritt voraus ist, wodurch er Einblicke in die Motivationen der Täter erhält. Kurze Rückblenden zeigen und erklären die Vorgeschichte der Tat und die Motivationen der Täter. Dadurch sollen die Grenzen zwischen Gut und Böse verwischen.
Die Aufgaben des Countdown-Teams bestehen in erster Linie darin, Verbrechen aufzuklären und die Täter zu stellen. Dabei kommt es stets zu Verfolgungsszenen und Schießereien.

## Figuren

### Jan Brenner
Jan Brenner ist der unangepasste und eigensinnige Leiter des Teams. Bei Ermittlungen hört er vor allem auf sein Bauchgefühl, womit er fast immer richtig liegt. Er greift gerne zum Holzhammer und hat keinen Respekt – weder vor Zeugen oder Tätern, noch vor seinem Vorgesetzten. Er ist ein ewiger Junggeselle und absolut beziehungsunfähig. Diesen Standpunkt vertritt er auch offensiv, ganz besonders gegenüber seiner Partnerin Leo, denn die stellt eine Gefahr für sein sorgloses Single-Leben dar. Ihn und Leo verbindet eine lange Zusammenarbeit und eine gemeinsame Nacht, die für ihre Beziehung schwerwiegende Folgen hat, denn seitdem hat Brenner für Leo mehr Gefühle, als ihm eigentlich lieb wäre.

### Leonie "Leo" Bongartz
Sie tritt, im Gegensatz zu Brenner, immer höflich und nett auf und geht die Ermittlungen überlegter an. Leo hat neben der Polizeiausbildung Psychologie studiert, was ihr oft hilft, zu verschlossenen Opfern oder Zeugen einen Zugang zu finden. Oft muss sie ihrem Kollegen Brenner seine Grenzen zeigen und ihn davon abhalten, etwas Unüberlegtes zu tun. Für ihn empfindet sie mehr, als ihr gut tut, da sie weiß, dass sie mit ihm niemals eine funktionierende Beziehung führen könnte.
Trotz aller Komplikationen und Spannungen zwischen ihr und Brenner vertraut sie ihm blind.

## Ausstrahlung und Produktion

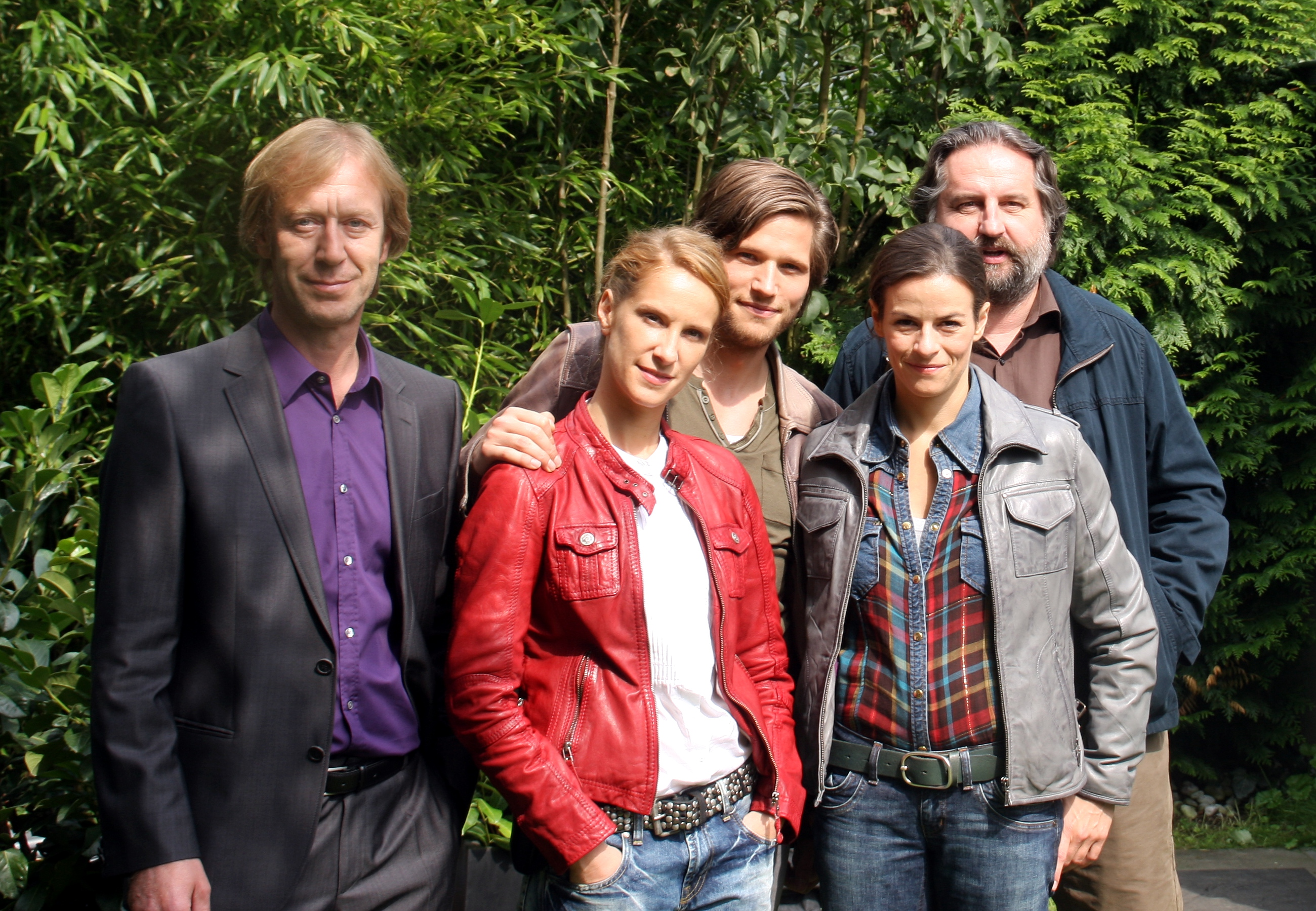
Oliver Stritzel, Chiara Schoras, Sebastian Ströbel, Anne Diemer und Andreas Windhuis während der Dreharbeiten zur zweiten Staffel

Die erste Staffel von Countdown lief vom 14. Januar 2010 bis zum 4. März 2010 donnerstags um 21.15 Uhr bei RTL. Am 5. März 2010 gab RTL bekannt, dass eine zweite Staffel gedreht wird. Die Dreharbeiten dazu begannen im Sommer 2010. RTL strahlte die zweite Staffel vom 13. Januar 2011 bis zum 3. März 2011 aus. Die Dreharbeiten für die dritte Staffel begannen im Juni und wurden im November 2011 beendet. Die Ausstrahlung der acht neuen Folgen erfolgt seit dem 12. Januar 2012 auf RTL. Nachdem die Einschaltquoten der dritten Staffel im Gegensatz zu denen der zweiten Staffel stark nachgelassen hatten, gab RTL im Februar 2012 die Einstellung der Serie bekannt.

## Quoten
In der folgenden Tabelle sind die Einschaltquoten der einzelnen Episoden bei ihrer Erstausstrahlung dargestellt.
| Folgen Nr. (gesamt) | Folge (von Staffel) | Staffel Nr.: | Deutscher Titel       | Band und Song                     | D–Quoten (ab 3 J.) in Mio. | D–Marktanteil (ab 3 J.) | D–Quoten (14–49 J.) in Mio. | D–Marktanteil (14–49 J.) | Quelle              |
| ------------------- | ------------------- | ------------ | --------------------- | --------------------------------- | -------------------------- | ----------------------- | --------------------------- | ------------------------ | ------------------- |
| 1                   | 1                   | 1            | Die Zeugin            |                                   | 4,49                       | 14,1 %                  | 2,59                        | 19,6 %                   | [ 5 ] [ 6 ]         |
| 2                   | 2                   | 1            | Sniper                |                                   | 4,72                       | 15,1 %                  | 2,45                        | 18,8 %                   | [ 7 ] [ 6 ]         |
| 3                   | 3                   | 1            | Klassentreffen        | Led Zeppelin – Stairway to Heaven | 4,50                       | 14,2 %                  | 2,50                        | 18,1 %                   | [ 8 ] [ 6 ]         |
| 4                   | 4                   | 1            | Der Bäcker war es     |                                   | 4,20                       | 13,4 %                  | 2,37                        | 18,7 %                   | [ 9 ] [ 6 ]         |
| 5                   | 5                   | 1            | Lili                  |                                   | 3,68                       | 11,5 %                  | 2,06                        | 16,2 %                   | [ 10 ] [ 6 ]        |
| 6                   | 6                   | 1            | Ein Todesfall         |                                   | 4,08                       | TBA                     | 2,26                        | 16,6 %                   | [ 11 ] [ 6 ]        |
| 7                   | 7                   | 1            | Blutsbande            |                                   | 3,84                       | TBA                     | 2,16                        | 16,4 %                   | [ 12 ] [ 6 ]        |
| 8                   | 8                   | 1            | Der Feuerteufel       |                                   | 3,72                       | TBA                     | 1,80                        | 13,5 %                   | [ 13 ] [ 14 ] [ 6 ] |
| 9                   | 1                   | 2            | Der Bruch             |                                   | 3,86                       | 12,0 %                  | 2,00                        | 15,1 %                   | [ 15 ]              |
| 10                  | 2                   | 2            | Vergeltung            |                                   | 4,81                       | 15,2 %                  | 2,49                        | 19,6 %                   | [ 15 ]              |
| 11                  | 3                   | 2            | Singles               |                                   | 4,31                       | 13,5 %                  | 2,36                        | 18,1 %                   | [ 15 ]              |
| 12                  | 4                   | 2            | Alte Freunde          |                                   | 4,90                       | 15,2 %                  | 2,57                        | 19,4 %                   | [ 15 ]              |
| 13                  | 5                   | 2            | Wo die Liebe hinfällt |                                   | 4,03                       | 12,5 %                  | 1,97                        | 15,4 %                   | [ 15 ]              |
| 14                  | 6                   | 2            | Aussage gegen Aussage |                                   | 4,21                       | 13,3 %                  | 2,23                        | 17,3 %                   | [ 15 ]              |
| 15                  | 7                   | 2            | Entführt              |                                   | 4,25                       | 13,5 %                  | 2,18                        | 17,4 %                   | [ 15 ]              |
| 16                  | 8                   | 2            | Vom Himmel gefallen   |                                   | 3,91                       | 12,5 %                  | 2,01                        | 16,5 %                   | [ 15 ]              |
| 17                  | 1                   | 3            | Rache                 |                                   | 3,55                       | 11,2 %                  | 1,68                        | 13,5 %                   | [ 16 ]              |
| 18                  | 2                   | 3            | Nutte Nummer 5        |                                   | 4,03                       | TBA                     | 1,98                        | 15,4 %                   | [ 17 ]              |
| 19                  | 3                   | 3            | Suizid                |                                   | 3,67                       | 11,7 %                  | 1,85                        | 14,8 %                   | [ 18 ]              |
| 20                  | 4                   | 3            | Schulmädchen          |                                   | 3,41                       | TBA                     | 1,82                        | TBA                      |                     |
| 21                  | 5                   | 3            | Die Illegalen         |                                   | 3,16                       | 10,1 %                  | 1,74                        | 13,7 %                   | [ 19 ]              |
| 22                  | 6                   | 3            | Der Tag danach        |                                   | 3,34                       | TBA                     | 1,73                        | TBA                      |                     |
| 23                  | 7                   | 3            | Die Polizistin        |                                   | 2,96                       | TBA                     | 1,55                        | TBA                      |                     |
| 24                  | 8                   | 3            | Romeo und Julia       |                                   | 0,60                       | TBA                     | 0,36                        | TBA                      |                     |